# Liste der Amtsverwalter von Ritzebüttel
Der Amtsverwalter von Ritzebüttel war von 1864 bis 1935 Verwalter der Landherrenschaft Ritzebüttel und dem in Hamburg ansässigen Landherren unterstellt. Der Landherr selbst als Senator musste nicht in Ritzebüttel anwesend sein, sondern regierte vom 100 Kilometer entfernten Hamburg aus. 
1935 wurden die Gemeinden Groden, Wester- und Süderwisch, Stickenbüttel, Duhnen, Neuwerk und Teile von Sahlenburg nach Cuxhaven eingemeindet, so dass das Landgebiet Ritzebüttels de facto nicht mehr existierte. Nachdem der Cuxhavener Bürgermeister bereits seit 1933 die Funktion des Amtsverwalters in Personalunion wahrgenommen hatte, wurde die Landherrenschaft Ritzebüttel aufgehoben. Die Position Amtsverwalter hörte damit auf zu existieren.

## Liste
Siehe auch Liste der Amtmänner von Ritzebüttel für die Zeit des Amtes Ritzebüttel (1400 – 1864).
| 25. Juli 1864 – 2. Januar 1868       | Samuel Samuelson                                                                                                  |
| 15. März 1868 – 18. Oktober 1891     | Charles Anthony Werner                                                                                            |
| 4. Januar 1892 – 31. Dezember 1909   | Gustav Wilhelm Kaemmerer                                                                                          |
| 4. Januar 1910 – 31. Dezember 1923   | Peter Ludwig Sthamer                                                                                              |
| 29. November 1924 – 24. April 1933   | Andrew Grapengeter                                                                                                |
| 24. April 1933 – 30. September 1933  | Regierungsrat Bernhard Rüger, kommissarischer Amtsverwalter                                                       |
| 1. Oktober 1933 – 19. September 1935 | Wilhelm Hermann Klostermann, kommissarisch und ehrenamtlich, seit 26. Mai 1933 bereits Bürgermeister von Cuxhaven |